# Masanori Sekiya
Masanori Sekiya, född den 27 november 1949, är en japansk racerförare.
Sekiya tävlade med formelbil på nationell nivå innan han bytte till standardvagnar och sportvagnsracing. Han främsta internationella resultat är vinsten i Le Mans 24-timmars 1995, tillsammans med Yannick Dalmas och JJ Lehto.